# Campeonato Nacional B 2012
El Campeonato Nacional B 2012 del fútbol de la tercera categoría del fútbol paraguayo, fue la segunda edición de la Primera B Nacional, organizado por la Unión del Fútbol del Interior. El club que se consagró campeón del torneo, Caacupeña, ascendió a la División Intermedia, el subcampeón jugó un repechaje contra el subcampeón de la Primera B Metropolitana por el ascenso a la División Intermedia. Comenzó el 27 de mayo.

## Sistema de competición
La primera etapa se jugó con el sistema de todos contra todos, a dos ruedas, los dos equipos de mayor puntaje avanzarán a la segunda fase, en la que se medirá el primero del Grupo A con el segundo del B y viceversa. Los juegos fueron de ida y vuelta, previéndose la ejecución de penales en caso de existir igualdad en puntos al cabo de las revanchas, no se tuvo en cuenta la diferencia de goles.
La final también contempló el mismo sistema. El campeón ascendió directamente a la categoría Intermedia del fútbol paraguayo, en tanto que el segundo jugará la Promoción con el subcampeón de la Primera División B.

## Producto de la clasificación
- El torneo coronará al segundo campeón en la historia de la Primera B Nacional.

- El campeón del torneo, obtendrá directamente su ascenso a la División Intermedia.

- El subcampeón del torneo, accederá al repechaje por el ascenso contra el subcampeón de la Primera B Metropolitana.

- El equipo que obtenga el menor puntaje en el torneo, quedará un año excluido de este torneo.

## Equipos participantes
| Equipo             | Entrenador        | Fundación                | Ciudad          | Estadio               | Capacidad |
| ------------------ | ----------------- | ------------------------ | --------------- | --------------------- | --------- |
| 22 de Septiembre   | Héctor Casco      | 3 de octubre de 1906     | Encarnación     |                       |           |
| 4 de octubre       | Gustavo Torres    |                          | Atyrá           | San Francisco de Asís | 4.000     |
| Choré Central      | Saturnino Arrúa   | 19 de junio de 1965      | Choré           | Asteria Mendoza       | 3.500     |
| Deportivo Caaguazú | Richart Caballero | 16 de septiembre de 2008 | Caaguazú        | Federico Llamosas     | 7.000     |
| Liga Caacupeña     | Francisco Márquez | 25 de enero de 1980      | Caacupé         |                       |           |
| Liga Concepcionera | Hugo Ovelar       | 16 de junio de 1917      | Concepción      |                       |           |
| Liga Ovetense      | Juan Franco       |                          | Coronel Oviedo  |                       |           |
| Sol del Este       | Javier Araujo     | 26 de enero de 2009      | Ciudad del Este | Km 12 Monday          | 5.000     |

## Primera fase
Los 8 equipos fueron divididas en 2 grupos de 4 equipos. Esta fase se jugó con el sistema de todos contra todos, a dos ruedas, donde los dos mejores equipos ubicados de cada grupo, clasificaron a la segunda fase.
|  | Clasificándose a la 2ª fase. |

### Grupo A
| Equipo        | Pts | PJ | PG | PE | PP | GF | GC | DG |
| ------------- | --- | -- | -- | -- | -- | -- | -- | -- |
| Ovetense      | 11  | 6  | 3  | 2  | 1  | 12 | 6  | 6  |
| Concepcionera | 8   | 6  | 2  | 2  | 2  | 12 | 12 | 0  |
| 4 de octubre  | 8   | 6  | 2  | 2  | 2  | 9  | 9  | 0  |
| Choré Central | 5   | 6  | 1  | 2  | 5  | 6  | 12 | -6 |

| Fecha       | Lugar          | Local         | Resultado | Visitante     |
| ----------- | -------------- | ------------- | --------- | ------------- |
| 27 de mayo  | Coronel Oviedo | Ovetense      | 2:2       | Choré Central |
| 27 de mayo  | Belén          | Concepcionera | 1:4       | 4 de octubre  |
| 3 de junio  | Atyrá          | 4 de octubre  | 0:0       | Choré Central |
| 3 de junio  | Belén          | Concepcionera | 1:1       | Ovetense      |
| 10 de junio | Coronel Oviedo | Ovetense      | 3:0       | 4 de octubre  |
| 10 de junio | Choré          | Choré Central | 1:3       | Concepcionera |
| 16 de junio | Atyrá          | 4 de octubre  | 2:2       | Concepcionera |
| 17 de junio | Choré          | Choré Central | 0:2       | Ovetense      |
| 24 de junio | Choré          | Choré Central | 2:1       | 4 de octubre  |
| 24 de junio | Coronel Oviedo | Ovetense      | 3:1       | Concepcionera |
| 1 de julio  | Atyrá          | 4 de octubre  | 2:1       | Ovetense      |
| 1 de julio  | Belén          | Concepcionera | 4:1       | Choré Central |

### Grupo B
| Equipo             | Pts | PJ | PG | PE | PP | GF | GC | DG |
| ------------------ | --- | -- | -- | -- | -- | -- | -- | -- |
| 22 de Setiembre    | 11  | 6  | 3  | 2  | 1  | 13 | 12 | 1  |
| Caacupeña          | 9   | 6  | 2  | 3  | 1  | 11 | 7  | 4  |
| Sol del Este       | 9   | 6  | 2  | 3  | 1  | 11 | 8  | 3  |
| Deportivo Caaguazú | 2   | 6  | 0  | 2  | 4  | 4  | 12 | -8 |

| Fecha       | Lugar           | Local              | Resultado | Visitante          |
| ----------- | --------------- | ------------------ | --------- | ------------------ |
| 27 de mayo  | Ciudad del Este | Sol del Este       | 1:1       | Caacupeña          |
| 27 de mayo  | Caaguazú        | Deportivo Caaguazú | 1:3       | 22 de Setiembre    |
| 3 de junio  | Caacupé         | Caacupeña          | 0:1       | 22 de Septiembre   |
| 3 de junio  | Ciudad del Este | Sol del Este       | 0:0       | Deportivo Caaguazú |
| 10 de junio | Caaguazú        | Deportivo Caaguazú | 1:3       | Caacupeña          |
| 10 de junio | Encarnación     | 22 de Septiembre   | 4:1       | Sol del Este       |
| 17 de junio | Caacupé         | Caacupeña          | 2:2       | Sol del Este       |
| 17 de junio | Encarnación     | 22 de Setiembre    | 2:2       | Deportivo Caaguazú |
| 24 de junio | Encarnación     | 22 de Septiembre   | 2:2       | Caacupeña          |
| 24 de junio | Caaguazú        | Deportivo Caaguazú | 0:1       | Sol del Este       |
| 1 de julio  | Caacupé         | Caacupeña          | 3:0       | Deportivo Caaguazú |
| 1 de julio  | Ciudad del Este | Sol del Este       | 6:1       | 22 de Septiembre   |

## Segunda fase
En esta fase se medió al primero del Grupo A con el segundo del B y viceversa. Los juegos fueron de ida y vuelta, previéndose partidos extras en los casos de igualdad en puntos al cabo de las revanchas, y no se tuvo la diferencia de goles. La final tuvo el mismo sistema.
|  | Semifinales        | Semifinales | Semifinales        | Semifinales |   |                | Final | Final | Final |  |
|  |                    |             |                    |             |   |                |       |       |       |  |
|  |                    |             |                    |             |   |                |       |       |       |  |
|  | Liga Caacupeña     | 0           | 1                  | 1           |   |                |       |       |       |  |
|  | Liga Caacupeña     | 0           | 1                  | 1           |   |                |       |       |       |  |
|  | Liga Ovetense      | 1           | 0                  | 0           |   |                |       |       |       |  |
|  | Liga Ovetense      | 1           | 0                  | 0           |   | Liga Caacupeña | 2     | 2     |       |  |
|  |                    |             |                    |             |   | Liga Caacupeña | 2     | 2     |       |  |
|  |                    |             | Liga Concepcionera | 0           | 2 |                |       |       |       |  |
|  | Liga Concepcionera | 1           | Liga Concepcionera | 0           | 2 | 3              | 3     |       |       |  |
|  | Liga Concepcionera | 1           |                    |             |   | 3              | 3     |       |       |  |
|  | 22 de Septiembre   | 2           | 0                  | 1           |   |                |       |       |       |  |
|  | 22 de Septiembre   | 2           | 0                  | 1           |   |                |       |       |       |  |
|  |                    |             |                    |             |   |                |       |       |       |  |

- Nota: En cada llave, el equipo ubicado en la primera línea es el que ejerce la localía en el partido de vuelta.

### Semifinales
| Fecha               | Ciudad         | Local            | Resultado | Visitante        |
| ------------------- | -------------- | ---------------- | --------- | ---------------- |
| 15 de julio de 2012 | Coronel Oviedo | Ovetense         | 1:0       | Caacupeña        |
| 22 de julio de 2012 | Caacupé        | Caacupeña        | 1:0       | Ovetense         |
| 29 de julio de 2012 | Itá            | Ovetense         | 0:1       | Caacupeña        |
| 15 de julio de 2012 | Encarnación    | 22 de Septiembre | 2:1       | Concepcionera    |
| 22 de julio de 2012 | Belén          | Concepcionera    | 3:0       | 22 de Septiembre |
| 29 de julio de 2012 | Luque          | 22 de Septiembre | 1:3       | Concepcionera    |

### Final
| Fecha                | Ciudad  | Local         | Resultado | Visitante     |
| -------------------- | ------- | ------------- | --------- | ------------- |
| 5 de agosto de 2012  | Itauguá | Concepcionera | 0:2       | Caacupeña     |
| 12 de agosto de 2012 | Itauguá | Caacupeña     | 2:2       | Concepcionera |

## Campeón
| Caacupeña 1.er título |

## Repechaje por ascenso
Tras culminar el torneo, el club subcampeón jugó partidos de ida y vuelta contra el subcampeón de la Primera B Metropolitana 2012 para definir el ascenso a la División Intermedia. Perdió en penales.
| 30 de septiembre de 2012 | Concepcionera           | 2 vs 1 | Martin Ledesma   | Estadio Beleano, Belén    |                           |
|                          | Alberto Irala 75' , 77' |        | Carlos Ozuna 32' | Árbitro(s): Víctor Robles | Árbitro(s): Víctor Robles |

| 7 de octubre de 2012 | Martin Ledesma | 1 vs 0 (4-3) | Concepcionera | Estadio Enrique Soler, Capiatá |  |